# 梁御
梁御（？—538年），字善通，安定郡乌氏县（今宁夏回族自治区固原市泾源县）人，北魏、西魏官员。

## 生平
梁御的祖先是安定郡人，后因在北部边境为官，于是在武川镇安家，改姓为纥豆陵氏。梁御的高祖梁俟力提跟随魏太武帝拓跋焘征讨，位至扬武将军、定阳侯  。
梁御年少时喜爱学习，进退举止安详文雅，长大后，又喜好骑马射箭。尔朱天光西征关中时，知道梁御有志向才略，引荐梁御在自己身边，梁御出任宣威将军、都将。梁御跟随尔朱天光一起平定关陇地区，出任镇西将军、益州刺史、第一领民酋长，封白水县伯或白水县侯，食邑三百户，转任征西将军、金紫光禄大夫。
后来梁御跟随贺拔岳镇守长安，永熙三年（534年），贺拔岳被杀害，梁御和各位将军一同谋划拥戴宇文泰统领全军。梁御跟随宇文泰讨伐侯莫陈悦，升任武卫将军。永熙三年四月，宇文泰平定秦陇地区后，魏孝武帝征召宇文泰出动两千骑兵镇守东雍州，宇文泰正准备领兵向东，雍州刺史贾显度在宇文泰和高欢之间首鼠两端，贾显度又和高欢互相派遣使者往来。宇文泰暗中了解到贾显度的意图，任命梁御为大都督、雍州刺史，率领前军步兵和骑兵五千人先行，镇守黄河和渭河的交汇处，准备进攻河东郡。梁御和贾显度相见后，就劝贾显度说：“魏朝衰落，天下大乱。高欢志在叛逆，不久就会被诛灭。宇文夏州英姿绝世，策略高深，正打算扶持安危安定倾覆，匡复京洛。您不在此时建立功绩，而心怀犹豫，恐怕祸患很快就会来到。”贾显度立即出城迎接宇文泰，梁御就入城镇守雍州。八月，宇文泰派遣赵贵和梁御率领披甲的骑兵两千人迎接逃亡的魏孝武帝，魏孝武帝沿着渭河西行，对梁御说：“这条河向东流，而我西行。如果得以再度见到洛阳，亲自拜谒祖宗陵墓和宗庙，都是您等诸位的功劳。”魏孝武帝和左右大臣都留下眼泪。梁御加车骑大将军、仪同三司。
大统元年（535年），梁御转任右卫将军，进爵信都县公，食邑一千户，很快出任尚书右仆射。大统三年八月丁丑（537年9月4日），宇文泰率领李弼、独孤信、梁御、赵贵、于谨、若干惠、怡峰、刘亮、王德、侯莫陈崇、李远、达奚武十二名将军东征，梁御跟随宇文泰收复弘农，攻破沙苑，加侍中、开府仪同三司，进爵广平郡公，增加食邑一千五百户，外任东雍州刺史。梁御在东雍州推行政务只是抓住重要纲领，百姓都称颂他。大统四年（538年），梁御在东雍州去世，临终只是以国家没有安定为遗憾，没有提到家事，朝廷赠予太尉、尚书令、雍州刺史，谥号武昭。

## 家庭

### 夫人
- 河南元氏，元魏公主[20]

### 儿子
- 梁睿，隋朝上柱国、戴襄公

### 孙子
- 梁洋，隋朝巴东太守、武贲郎将、戴国公。
- 梁演，隋朝沙州刺史、上柱国、蒋国公

### 曾孙
- 梁洽，梁洋之子，隋朝无极县令、蒋国公
- 梁灒，梁演之子，唐朝冀州长史、蒋国公（杨炯《大周明威将军梁公神道碑》）

## 延伸阅读
[在维基数据编辑]
 《周書·卷17》，出自令狐德棻《周書》
 《北史·卷059》，出自李延壽《北史》